# آکادمی ملی سانتا چچیلیا

آکادمی ملی سانتا چِچیلیا (ایتالیایی: Accademia Nazionale di Santa Cecilia) یکی از قدیمی‌ترین مؤسسه‌های آموزشی موسیقی در جهان است که توسط مجمع پاپ‌ها و به دستور سیکستوس پنجم در سال ۱۵۸۵ میلادی ساخته شد. این مرکز آموزشی با نام دو قدیس در جهان غرب گره خورده‌است: «گریگوری یکم» که سرودهای گریگوری به نام اوست و «سسیلیای قدیس» که قدیس حامی موسیقی است.
ساختمان کنونی این مدرسهٔ عالی موسیقی از سال ۲۰۰۵ میلادی در «پارک موسیقی» واقع شده و توسط معمار برجستهٔ ایتالیایی رنتسو پیانو طراحی شده‌است.
برخی از دانش‌آموختگان نامدار این مرکز آموزشی عبارتند از:
- سرگئی راخمانینف
- انیو موریکونه
- چچیلیا بارتولی
- برونو نیکولای
- بنیامینو جییی
- سومی جو
- آنا مافو
- هرسی ماتموجا